# Irisbus Citelis
Irisbus Citelis je autobus proizvođača Iveco Irisbus, dostupan u klasičnoj (12 m) i zglobnoj (18 m) izvedbi.
U Hrvatskoj ga posjeduju Pulapromet i Autotransport Šibenik u izvedbi duljine 12 metara s kapacitetom 82 putnika (30 sjedećih i 52 stajaća mjesta). Početkom 2009. godine zagrebački ZET je nabavio 20 klasičnih i 40 zglobnih Citelisa pogonjene zemnim plinom.